# 金沢市立木曳野小学校
金沢市立木曳野小学校（かなざわしりつ きびきのしょうがっこう、英語: Kanazawa Municipal Kibikino Elementary School）は、石川県金沢市木曳野1丁目にある公立小学校。
校名は、犀川の支流（犀川河口付近で合流）であり、学校の西南西方向にある大野湊緑地公園のそばでほぼ直角に曲がって流れている木曳川に由来する。

## 沿革
- 1979年（昭和54年）
  - 4月1日 - 金沢市立大徳小学校より分離独立して、金沢市立木曳野小学校創立[5]（開校日は同月5日[6]）。所在地：金沢市寺中町へ61番地[7]。
  - 7月11日 - 竣工式挙行[5]。
- 2015年（平成27年）3月14日[8] - 町名変更により、所在地の表記が金沢市木曳野1丁目1番地となる[1][9]。

## 進学先中学校
大徳中学校へ進学する区域
畝田町チ、畝田中1丁目、畝田中2丁目、畝田中3丁目、畝田中4丁目、畝田西1丁目、畝田西2丁目、畝田西3丁目、畝田西4丁目、木曳野2丁目、観音堂町
金石中学校へ進学する区域
上記を除く木曳野小学校通学区域 - 畝田町（チを除く）、無量寺町、無量寺1丁目、無量寺2丁目、無量寺3丁目、無量寺4丁目、無量寺5丁目、木曳野1丁目、木曳野3丁目、木曳野4丁目、寺中町、普正寺町（4の26、4の83、4の125～4の128、4の137、4の140、9の1～9の31を除く）、桂町、湊4丁目（1番地～9番地に限る）

## 周辺

### 文教関係
- 城西市民体育館（wikidata） - 学校の隣にある。
- 金沢市立金石中学校

### 商業関係
- ゲンキー畝田店
- Ｖ・ドラッグ木曳野店
- アルビス畝田店
- クスリのアオキ畝田店
- バロー木曳野店
- あかのれん木曳野店
- しまむら木曳野店
- アベイル木曳野店

## 主な卒業生
- 細川一成 （1989年卒業） - PRプランナー